# Нойферт. Архитектурно проектиране
„Нойферт. Архитектурно проектиране“ (на немски: Bauentwurfslehre) е германски архитектурен наръчник, първоначално разработен от Ернст Нойферт.
За пръв път е публикуван през 1936 година, като оттогава насам е претърпял 38 подобрени и разширени издания на немски език, както и преводи на почти 20 езика. Първото издание на български език е от 2007 година.